# Agencia Noruega para Cooperación al Desarrollo

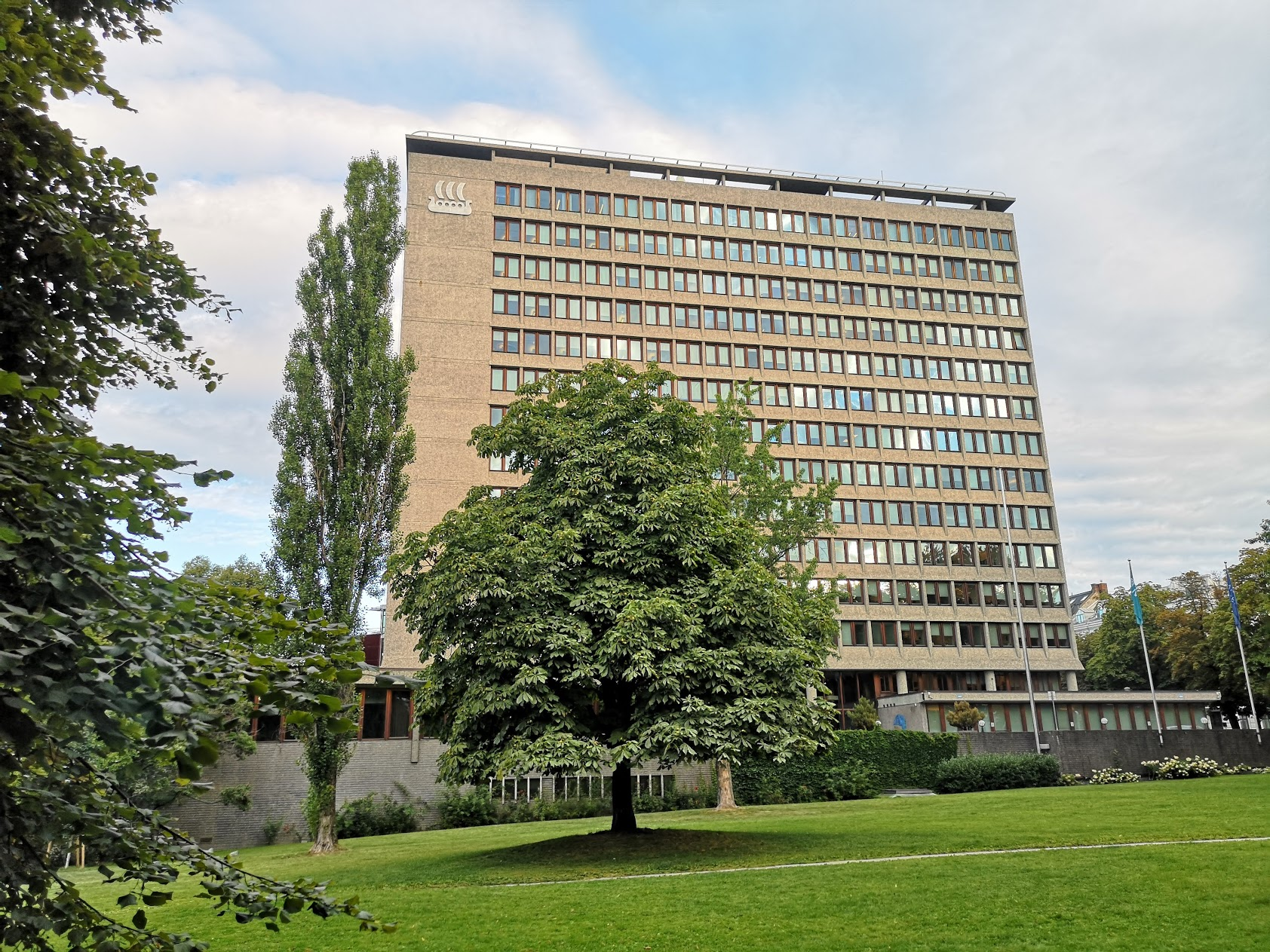
Hydrobygget

Agencia Noruega para Cooperación al Desarrollo (NORAD) es una agencia bajo la dirección del Ministerio de Asuntos Exteriores noruego. Su tarea es asegurar una eficaz ayuda extranjera, con garantía de calidad y una buena evaluación. El director general es Engberg-Pedersen Poul. NORAD era una organización oficial de ayuda para el desarrollo en Noruega.
Desde mediados del 2004, la responsabilidad de la ayuda oficial al desarrollo internacional se ha transferido al Ministerio de Asuntos Exteriores, mientras NORAD sigue financiando actividades de organización no gubernamental en países en vías de desarrollo, contribuye al manejo de los fondos para desarrollo y procura asegurar que la cooperación al desarrollo noruega sea eficiente.
NORAD consiste en las siguientes secciones:
- Departamento para el medioambiente y desarrollo del sector privado.
- Departamento de derechos, agentes de cambio y sociedad civil.
- Departamento de desarrollo social y entrega del servicio.
- Departamento de gobernación y macroeconomía.
- Departamento de garantía de calidad.
- Departamento de evaluación.
- Departamento de información.
- Departamento de recursos humanos y administración.